# Guzmania altsonii
Guzmania altsonii är en gräsväxtart som beskrevs av Lyman Bradford Smith. Guzmania altsonii ingår i släktet Guzmania och familjen Bromeliaceae. Inga underarter finns listade i Catalogue of Life.